# سرجيوس الأول
سركيوس الأول أو سرجيوس الأول هو البابا رقم 84 في قائمة باباوات الكنيسة الكاثوليكية ولد في صقلية من عائلة سورية عام 650.

## الانتخاب
انتخب بابا في يوم 15 ديسمبر 687 وكان يوطد العلاقات مع فرنسا وبعد انتخابه في عام 692 رفض سرجيوس التصديق على قوانين مجمع القبة الذي عقده الإمبراطور يوستنيانوس الثاني لإثارة النزاعات من جديد في روما حيث كان الإمبراطور مصمما على عزل سرجيوس الأول من منصبه; لكن الشعب الروماني دافع عنه وحال دون ذلك.

## وفاته
توفي يوم 8 سبتمبر عام 701 في روما وقد دام حكمه 14 سنة